# Agathis kinabaluensis
Espèce
Classification phylogénétique
Statut de conservation UICN

 EN B1ab(ii,iii,v)+2ab(ii,iii,v) : En danger
Agathis kinabaluensis est une espèce de conifères de la famille des Araucariaceae. Il est endémique de l'île de Bornéo. Il vit entre 1 500 et 2400 m d'altitude sur le mont Murud et le mont Kinabalu. Il est menacé par la destruction de son habitat.